# Шахов Євген Сергійович
Євген Сергійович Шахов (6 липня 1962, Запоріжжя, Українська РСР, СРСР) — радянський і український футболіст, нападник, півзахисник. З 2008 року — тренер дніпропетровського «Дніпра».
Почав грати у футбольній школі «Стріла» (Запоріжжя) в 1975 році. У 1980-1986 виступав у першій лізі за «Металург» Запоріжжя, в 1982 проходив армійську службу в СКА Одеса. 1987 року перейшов у дніпропетровський «Дніпро», у складі якого став чемпіоном СРСР у 1988 році. Також двічі вигравав срібні медалі (1987, 1989) і Кубок СРСР (1989). У 1988 році разом з Олександром Бородюком став найкращим бомбардиром чемпіонату (16 голів) і ввійшов під № 3 у списку 33 найкращих футболістів сезону.
У 1990 році короткий час грав в «Кайзерслаутерні», в 1991-1996 виступав в Ізраїлі. Не отримавши ізраїльського громадянства, повернувся на Україну, де працює тренером.
Сини Євген та Сергій також футболісти.

## Досягнення
- Чемпіонат СРСР: 1988.
  - Чемпіон: 1988.
  - Срібний призер: 1987, 1989.
  - Найкращий бомбардир: 1988 (16 голів).
- Переможець Кубка СРСР: 1989.
- Переможець суперкубка СРСР: 1989.
- Кубок Федерації футболу СРСР
  - Переможець: 1989.
  - Фіналіст: 1990.